# سنغدرميان سفلي (مقاطعة غيلانغرب)
سنغدرميان سفلي (بالفارسية: سنگ‌درمیان سفلی) هي قرية تقع في قسم ديره الريفي في إيران. يقدر عدد سكانها بـ 97 نسمة .